# Aloe kefaensis
Aloe kefaensis är en grästrädsväxtart som beskrevs av Michael George Gilbert och Sebsebe Demissew. Aloe kefaensis ingår i släktet Aloe och familjen grästrädsväxter.
Artens utbredningsområde är Etiopien. Inga underarter finns listade i Catalogue of Life.